# Baron Dudley
Baron Dudley ist ein erblicher britischer Adelstitel in der Peerage of England, der 1440 durch Writ of Summons geschaffen wurde und der bis heute besteht.

## Verleihung und Geschichte des Titels

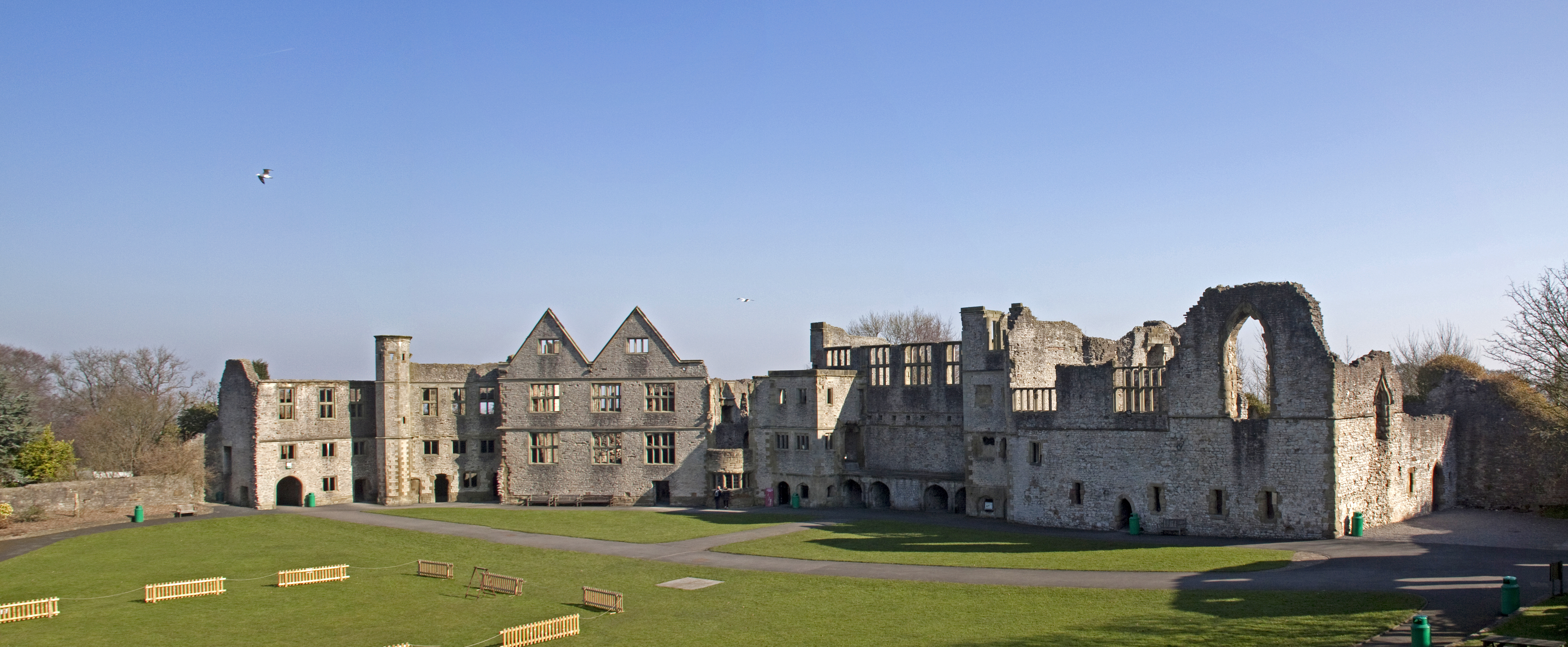
Ruine des Dudley Castle

Der Titel wurde am 15. Februar 1440 für John Sutton, den Herrn auf Dudley Castle in Staffordshire, geschaffen, indem dieser durch Writ of Summons ins englische Parlament berufen wurde. Statt seines Familiennamens „(de) Sutton“ wurde er in Urkunden auch nach Dudley Castle mit dem Herkunftsnamen „de Dudley“ benannt.
Als Barony by Writ ist der Titel auch in weiblicher Linie erblich. So fiel der Titel beim Tod des 5. Baron am 23. Juni 1643 an dessen Enkelin Frances als 6. Baroness. Ihr Ehegatte Sir Humble Ward wurde 1644 durch Letters Patent zum Baron Ward, of Birmingham in the County of Warwick, erhoben. So beerbte ihr gemeinsamer Sohn 1670 seinen Vater als 2. Baron Ward und 1697 seine Mutter als 7. Baron Dudley.
Die Baronie Ward ist als Barony by letters patent nur in männlicher Linie vererbbar. So fiel sie beim Tod von dessen Enkel, dem 10. Baron Dudley und 5. Baron Ward, am 21. Mai 1740, ebenso wie Dudley Castle und die dazugehörigen Ländereien, an seinen Cousin John Ward, der 1763 zum Viscount Dudley and Ward erhoben wurde. Die Baronie Dudley hingegen fiel an Fernandino Smith, den Sohn seiner verstorbenen Schwester, als 11. Baron Dudley. 
Bei dessen kinderlosem Tod am 21. Oktober 1757 fiel die Baronie in Abeyance zwischen seinen vier Schwestern bzw. deren Erben. Am 9. Mai 1916 wurde der Titel auf Antrag des Ur-urenkels der ältesten dieser Schwestern, Ferdinando Smith, für diesen als 12. Baron wieder hergestellt. Heutiger Titelinhaber ist seit 2024 dessen Ururenkel Jeremy Wallace als 16. Baron.
Heutiger Familiensitz ist Little Grange in Napleton bei Kempsey in Worcestershire.

## Liste der Barone Dudley (1440)
- John Sutton, 1. Baron Dudley (1400–1487)
- Edward Sutton, 2. Baron Dudley (1459–1531)
- John Sutton, 3. Baron Dudley (1495–1553)
- Edward Sutton, 4. Baron Dudley († 1585)
- Edward Sutton, 5. Baron Dudley (1567–1643)
- Frances Sutton, 6. Baroness Dudley (1611–1697)
- Edward Ward, 7. Baron Dudley, 2. Baron Ward (1631–1701)
- Edward Ward, 8. Baron Dudley, 3. Baron Ward (1683–1704)
- Edward Ward, 9. Baron Dudley, 4. Baron Ward (1704–1731)
- William Ward, 10. Baron Dudley, 5. Baron Ward (1680–1740)
- Fernandino Smith, 11. Baron Dudley (1710–1757) (Titel abeyant 1757)
- Ferndinando Smith, 12. Baron Dudley (1872–1936) (Abeyance beendet 1916)
- Ferdinando Smith, 13. Baron Dudley (1910–1972)
- Barbara Hamilton, 14. Baroness Dudley (1907–2002)
- Jim Wallace, 15. Baron Dudley (1930–2024)
- Jeremy Wallace, 16. Baron Dudley (* 1964)

Titelerbe (Heir Apparent) ist der Sohn des aktuellen Titelinhabers, Hon. Dominic Wallace (* 1997).